# كلفن ديلا بينيا
كلفن ديلا بينيا (بالإنجليزية: Kelvin dela Peña)‏ مواليد 19 يناير 1984 في مانيلا، هو لاعب كرة سلة فلبيني/كندي. بدأ مسيرته الاحترافية في سنة 2008. يلعب في الرابطة الفلبينية لكرة السلة كلاعب هجوم خلفي. يحمل الرقم 12. لعب مع ألاسكا أيسز وسان ميغيل بيرمن.